# 임채섭 (야구인)
임채섭(林菜燮, 1963년 12월 25일 ~ )는 KBO 리그 전 OB 베어스의 외야수이며  현재 KBO 심판위원이다. 

## 출신학교
- 휘문고등학교
- 건국대학교

## 아마추어 시절
휘문고를 거쳐 건국대 재학 시절 1985년 4학년 때 전국대학야구선수권대회 추계리그에서 한양대를 상대로 승리하고 3연패를 달성하는 데 기여했다.

## 사건 사고
2005년 4월 26일 잠실에서 경기를 치른 두산 : 한화의 경기에서 8회말 1사 만루에서 손시헌이 유격수 땅볼을 치고 1루에서 세이프되었지만  1루 심판이 아웃을 선언, 병살타가 되었다.
같은 해 5월 13일, 수원에서 경기를 치른  현대 : 삼성의 경기에서 9회말 2사 1루 상황에서 강병식이 2루수 앞 땅볼을 치고 1루에서 세이프되었지만 1루 심판은 이번에도 아웃을 선언하는 오심을 범했으나 2군 강등으로 3개월 만에 7월 20일 1군으로 복귀했다.

## 각종 기록
- 2010년 5월 16일 :  목동, 삼성-넥센전  2,000경기 출장을 기록하였다.